# Przestrzeń Lp
Przestrzenie {\displaystyle \ell _{p},} {\displaystyle L_{p},} {\displaystyle L_{p}(\mu )} – dla ustalonej liczby dodatniej {\displaystyle p} – klasy przestrzeni liniowo-topologicznych, odpowiednio: takich ciągów liczbowych, że szereg {\displaystyle p}-tych potęg modułów ich wyrazów jest zbieżny oraz funkcji mierzalnych, całkowalnych w {\displaystyle p}-tej potędze na ustalonym zbiorze (utożsamia się funkcje równe prawie wszędzie). W przypadku {\displaystyle p\geqslant 1} w przestrzeniach tych można w naturalny sposób zdefiniować normę i są one wtedy przestrzeniami Banacha. Przestrzenie {\displaystyle \ell _{2}} oraz {\displaystyle L_{2}} są ponadto przestrzeniami Hilberta z odpowiednio zdefiniowanym iloczynem skalarnym. Przestrzenie {\displaystyle \ell _{p}} są szczególnymi przypadkami przestrzeni {\displaystyle L_{p}(\mu ).}
Przestrzenie {\displaystyle L_{p}} znajdują zastosowanie w statystyce, ekonomii matematycznej i inżynierii.

## Skończenie wymiarowe przestrzenieℓpn
W przestrzeni {\displaystyle K^{n},} gdzie {\displaystyle K} jest ciałem liczb rzeczywistych bądź zespolonych (ze standardowo zdefiniowanymi działaniami dodawania wektorów i mnożenia przez skalar) można, dla ustalonego {\displaystyle p>0} rozważać funkcję
{\displaystyle \|{\cdot }\|_{p}\colon K^{n}\to [0,\infty )}
daną wzorem
{\displaystyle \|x\|_{p}=\left(|x_{1}|^{p}+|x_{2}|^{p}+\ldots +|x_{n}|^{p}\right)^{\frac {1}{p}},\;\;x=(x_{1},x_{2},\dots ,x_{n}).}
Dla {\displaystyle 1\leqslant p<\infty } funkcja ta jest normą wraz z którą {\displaystyle K^{n}} jest {\displaystyle n}-wymiarową przestrzenią Banacha, oznaczaną symbolem {\displaystyle \ell _{p}^{n}.} W przypadku {\displaystyle p=2} norma przestrzeni {\displaystyle \ell _{2}^{n}} jest normą euklidesową.

## Przestrzenieℓp
Ciągi liczbowe (o wyrazach z ciała liczb rzeczywistych bądź zespolonych) można interpretować jako wektory o nieskończonej liczbie współrzędnych i zdefiniować dla nich analogiczne działania dodawania i mnożenia przez skalar jak w przypadku przestrzeni skończenie wymiarowej:
- dodawanie:

{\displaystyle (x_{1},x_{2},\dots ,x_{n},\dots )+(y_{1},y_{2},\dots ,y_{n},\dots )=(x_{1}+y_{1},x_{2}+y_{2},\dots ,x_{n}+y_{n},\dots ),}
- mnożenie przez skalar:

{\displaystyle \lambda (x_{1},x_{2},\dots ,x_{n},\dots )=(\lambda x_{1},\lambda x_{2},\dots ,\lambda x_{n},\dots ),}
gdzie {\displaystyle \lambda } jest skalarem.
Zbiór wszystkich ciągów liczbowych {\displaystyle V} z określonymi wyżej działaniami jest przestrzenią liniową nad ciałem z którego pochodzą wyrazy rozważanych ciągów. Dla ustalonego {\displaystyle 0<p<\infty } zbiór tych wszystkich ciągów liczbowych {\displaystyle x=(x_{n})} dla których
{\displaystyle \|x\|_{p}=\left(\sum _{i=1}^{\infty }|x_{i}|^{p}\right)^{\frac {1}{p}}<\infty }
tworzy podprzestrzeń liniową przestrzeni {\displaystyle V.}
Dopuszczając {\displaystyle p=\infty ,} definiuje się
{\displaystyle \|x\|_{\infty }=\sup\{|x_{n}|:n\in \mathbb {N} \}.}
Przestrzenie {\displaystyle \ell _{p}} to podprzestrzenie liniowe {\displaystyle V} dla których
{\displaystyle \ell _{p}=\{x\in V:\|x\|_{p}<\infty \}.}
Powyższy wzór określa normę w {\displaystyle \ell _{p}} dla {\displaystyle p\in [1,\infty ].} Warunek trójkąta dla normy {\displaystyle \|{\cdot }\|_{p}} w przypadku {\displaystyle p<\infty } wynika z nierówności Minkowskiego:
{\displaystyle \left(\sum _{n=1}^{\infty }{\big [}|a_{n}|+|b_{n}|{\big ]}^{p}\right)^{\tfrac {1}{p}}\leqslant \left(\sum _{n=1}^{\infty }|a_{n}|^{p}\right)^{\tfrac {1}{p}}+\left(\sum _{n=1}^{\infty }|b_{n}|^{p}\right)^{\tfrac {1}{p}},}
gdzie {\displaystyle (a_{n}),\ (b_{n})} są elementami {\displaystyle \ell _{p}.}
Dowód nierówności Minkowskiego opiera się o nierówność Höldera:
{\displaystyle \sum _{n=1}^{\infty }|a_{n}b_{n}|\leqslant \left(\sum _{n=1}^{\infty }|a_{n}|^{p}\right)^{\tfrac {1}{p}}\left(\sum _{n=1}^{\infty }|b_{n}|^{q}\right)^{\tfrac {1}{q}},}
gdzie {\displaystyle (a_{n})\in \ell _{p},} {\displaystyle (b_{n})\in \ell _{q},} {\displaystyle 1/p+1/q=1;} umownie {\displaystyle 1/\infty =0.}
Norma w przestrzeniach {\displaystyle \ell _{p}} jest zupełna, a więc przestrzenie {\displaystyle \ell _{p}} są przestrzeniami Banacha.
Przykładowo, niezerowy ciąg stały nie należy do żadnej przestrzeni {\displaystyle \ell _{p},\ p\in [1,\infty ),} gdyż nie jest sumowalny w żadnej potędze. Jest on jednak ograniczony, więc jest on elementem przestrzeni {\displaystyle \ell _{\infty }.} Ciąg o wyrazie ogólnym {\displaystyle 1/n} nie należy do przestrzeni {\displaystyle \ell _{1},} jednak dla każdego {\displaystyle p>1} należy on do przestrzeni {\displaystyle \ell _{p}.}

## Własności
- Przestrzenie {\displaystyle \ell _{1}} i {\displaystyle \ell _{\infty }} nie są refleksywne, natomiast w przypadku {\displaystyle 1<p<\infty } przestrzenie {\displaystyle \ell _{p}} są. Dla {\displaystyle p\in [1,\infty )} przestrzeń sprzężona do {\displaystyle \ell _{p}} jest izometrycznie izomorficzna z przestrzenią {\displaystyle \ell _{q}} gdzie {\displaystyle 1/p+1/q=1} (konwencja: {\displaystyle 1/\infty =0}). Dualność ta wyznaczona jest przez związek

{\displaystyle \langle x,y\rangle =\sum _{n=1}^{\infty }x_{n}y_{n},\;\;x=(x_{n})_{n=1}^{\infty }\in \ell _{p},\;\;y=(y_{n})_{n=1}^{\infty }\in \ell _{q}.}
- Przestrzeń {\displaystyle \ell _{\infty }} jest nieośrodkowa, podczas gdy dla {\displaystyle p\in [1,\infty )} przestrzenie {\displaystyle \ell _{p}} są ośrodkowe.
- Przestrzenie {\displaystyle \ell _{p}} są jednostajnie wypukłe dla {\displaystyle 1<p<\infty .}
- Przestrzeń {\displaystyle \ell _{p}} jest (izomorficzna z) przestrzenią Hilberta wtedy i tylko wtedy, gdy {\displaystyle p=2.}

## PrzestrzenieLp(μ)
Niech {\displaystyle p>0} będzie liczbą rzeczywistą oraz niech {\displaystyle (\Omega ,F,\mu )} będzie przestrzenią z miarą σ-skończoną. Niech {\displaystyle L(\mu )} będzie zbiorem klas abstrakcji relacji równoważności w rodzinie wszystkich funkcji mierzalnych na {\displaystyle \Omega } względem relacji równoważności danej warunkiem {\displaystyle f\sim g} wtedy i tylko wtedy, gdy zbiór {\displaystyle \{x\in \Omega :f(x)\neq g(x)\}} jest {\displaystyle \mu }-miary zero. Zbiór
{\displaystyle L_{p}(\mu )={\Bigg \{}f\in L(\mu ):\int \limits _{\Omega }|f(x)|^{p}\,\mu ({\mbox{d}}x)<\infty {\Bigg \}}}
ma naturalną strukturę przestrzeni liniowej.

### PrzestrzenieLpdlap⩾1
Niech {\displaystyle p\in [1,\infty ).} Z nierówności Minkowskiego wynika, że wzór
{\displaystyle \|f\|_{L_{p}(\mu )}={\Bigg (}\int \limits _{\Omega }|f(x)|^{p}\,\mu ({\mbox{d}}x){\Bigg )}^{\tfrac {1}{p}}}
definiuje normę przestrzeni {\displaystyle L_{p}(\mu ).} Norma ta jest zupełna, a więc {\displaystyle L_{p}(\mu )} jest przestrzenią Banacha. Gdy {\displaystyle \Omega } jest mierzalnym podzbiorem przestrzeni euklidesowej, symbolem {\displaystyle L_{p}(\Omega )} oznacza się przestrzeń {\displaystyle L_{p}(\mu ),} gdzie {\displaystyle \mu } jest miarą Lebesgue’a zacieśnioną do rodziny mierzalnych podzbiorów zbioru {\displaystyle \Omega .}
Gdy miara {\displaystyle \mu } jest skończona, to zachodzą inkluzje {\displaystyle L_{p}(\mu )\subseteq L_{q}(\mu )} o ile tylko {\displaystyle p\geqslant q} (włączając przypadek {\displaystyle p=\infty ,} zdefiniowany niżej). W przypadku, gdy {\displaystyle \mu } jest nieskończona, tj. {\displaystyle \mu (\Omega )=\infty } powyższe inkluzje nie zachodzą. Na przykład dla ustalonego {\displaystyle p\geqslant 1} funkcja
{\displaystyle f(x)={\frac {1}{x^{\frac {1}{p}}(\ln ^{2}x+1)}}\;\;(x>0)}
należy do {\displaystyle L_{p}(0,\infty ),} ale nie należy do {\displaystyle L_{r}(0,\infty ),} gdy {\displaystyle r\neq p.}

### PrzestrzeńL∞
Symbolem {\displaystyle L_{\infty }(\mu )} oznacza się przestrzeń funkcji prawie wszędzie ograniczonych, tj. takich zespolonych funkcji mierzalnych, że
{\displaystyle {\mbox{ess sup}}_{x\in \Omega }|f(x)|:=\inf\{\sup\{|f(x)|:x\in \Omega \setminus A\}:A\in {\mathcal {A}},\mu (A)=0\}<\infty ,}
z normą
{\displaystyle \|f\|={\mbox{ess sup}}_{x\in \Omega }|f(x)|.}

### PrzestrzenieLpdla 0 <p< 1
W przypadku {\displaystyle 0<p<1} nadal można mówić o przestrzeniach {\displaystyle L_{p},} nie mają już one jednak struktury przestrzeni Banacha (nie są nawet lokalnie wypukłe).
Dla liczb nieujemnych {\displaystyle a,b} oraz liczby {\displaystyle 0<p<1} znana jest następująca nierówność:
{\displaystyle (a+b)^{p}\leqslant a^{p}+b^{p},}
z której wynika, że
{\displaystyle \Delta _{p}(f+g)\leqslant \Delta _{p}(f)+\Delta _{p}(g),}
przy czym {\displaystyle \Delta _{p}(f)=\int |f(x)|^{p}\mu ({\mbox{d}}x).} Na mocy powyższego, wzór
{\displaystyle d(f,g)=\Delta _{p}(f-g)}
określa metrykę niezmienniczą ze względu na przesunięcia w przestrzeni {\displaystyle L_{p}(\mu ).} Metryka ta jest zupełna. W szczególności, {\displaystyle L_{p}(\mu )} ma strukturę zupełnej liniowo-metrycznej, której bazę otoczeń zera tworzy rodzina kul
{\displaystyle B_{r}=\{f\in L_{p}(\mu ):\Delta _{p}(f)<r\}\;(r>0).}

#### Brak lokalnej wypukłości
Dla każdej liczby {\displaystyle r>0} zachodzi związek
{\displaystyle B_{1}=r^{-{\frac {1}{p}}}B_{r},}
więc kula {\displaystyle B_{1}} jest ograniczona, tj. przestrzeń {\displaystyle L_{p}(\mu )} jest lokalnie ograniczoną F-przestrzenią. Przestrzeń ta nie zawiera zbiorów wypukłych i otwartych innych niż zbiór pusty i cała przestrzeń {\displaystyle L_{p}(\mu ).} Brak lokalnej wypukłości prowadzi do następującej konsekwencji: Niech {\displaystyle Y} będzie dowolną lokalnie wypukłą przestrzenią liniowo-topologiczną i niech {\displaystyle {\mathcal {B}}} będzie jej bazą otoczeń zera złożoną ze zbiorów wypukłych. Jeśli {\displaystyle T\colon L_{p}(\mu )\to Y} jest operatorem liniowym i ciągłym oraz {\displaystyle W} jest elementem bazy {\displaystyle {\mathcal {B}},} to {\displaystyle T^{-1}(W)} jest niepustym, otwartym i wypukłym podzbiorem {\displaystyle L_{p}(\mu ),} tj. musi być on już równy całej przestrzeni. W konsekwencji {\displaystyle T(L_{p}(\mu ))} zawiera się w każdym elemencie bazy {\displaystyle {\mathcal {B}},} tj. {\displaystyle T} jest operatorem zerowym.

#### Nierówności Höldera i Minkowskiego
Dla przestrzeni {\displaystyle L_{p}(\mu )(0<p<1)} istnieją odpowiedniki nierówności Höldera i Minkowskiego.
Nierówność Höldera: Niech {\displaystyle 0<p<1} oraz niech {\displaystyle p'=p/(p-1).} Wówczas dla {\displaystyle f\in L_{p}(\mu ),} {\displaystyle g\in L_{p'}(\mu )} spełniających warunek {\displaystyle 0<\Delta _{p'}(g)<\infty } zachodzi oszacowanie
{\displaystyle \int \limits _{\Omega }|f(t)g(t)|\,\mu ({\mbox{d}}t)\leqslant {\Bigg (}\int \limits _{\Omega }|f(t)|^{p}\,\mu ({\mbox{d}}t){\Bigg )}^{\frac {1}{p}}{\Bigg (}\int \limits _{\Omega }|g(t)|^{p'}\mu ({\mbox{d}}t){\Bigg )}^{\frac {1}{p'}}.}
Nierówność Minkowskiego: Dla {\displaystyle 0<p<1} oraz {\displaystyle f,g\in L_{p}(\mu )} zachodzi oszacowanie:
{\displaystyle \Delta _{p}(|f|+|g|)^{\frac {1}{p}}\leqslant \Delta _{p}(f)^{\frac {1}{p}}+\Delta _{p}(g)^{\frac {1}{p}}.}